# 幸田宗丸
幸田 宗丸（こうだ むねまる、1920年5月30日 - 1998年7月9日）は、日本の俳優。本名は同じ。
熊本県熊本市出身。劇団文化座を経て、エヌ・エー・シーに所属していた。

## 人物
早くから役者を志し、太平洋戦争後、パン屋で働きながら劇団文化座で役者として活動する。その後、『ダイヤル110番』や『バス通り裏』など草創期のテレビドラマへと活動拠点を移して、特に刑事役で名を馳せた。
50歳を超えた頃からは、時代劇ドラマを中心に悪役俳優として活躍。特撮ドラマにも多数出演した。凄みのある演技が持ち味の個性派俳優であり、名脇役の1人としてお茶の間を支えた。
撮影時に台本をそのまま所持するのではなく、自ら毛筆で台詞を書き写し、書初めに使うような半紙を横長にして折り畳んだ自分専用の台本を持ち込んでいた。
1989年に『暴れん坊将軍』で頭を剃って以後、スキンヘッドを続けた。
1998年7月9日1時51分、胆管癌のため、国立がんセンター東病院で死去。78歳没。

## 出演

### テレビドラマ

#### 現代劇
- ここに人あり 第5話「捕虜収容所」（1957年、NHK）
- ダイヤル110番（1957年、NTV）
- 兄弟喪春（1958年、NTV）
- バス通り裏（1958年、NHK）
- 私は貝になりたい（1958年、KR）
- 私だけが知っている / にわか芝居 （1958年、NHK）
- 拐帯行（1959年、NTV）
- 善人物語（1969年、MBS）
- 老人の眼（1969年、NHK）
- 砂時計（1960年、KR）
- ここに人あり 第149話「歩く男」 （1960年、NHK）
- これが真実だ 第35話「最後の日中平和交渉」 （1960年、CX）
- 赤さび（1960年、TBS）
- 吹雪のいたづら（1960年、NTV）
- 東京物語（1961年、NTV）
- 白井権八（1962年、NHK）
- 夜の谷間で（1962年、TBS）
- 名探偵明智小五郎シリーズ 怪人四十面相（1966年、NTV） - 東刑事
- 特ダネ記者（1966年、NTV）
- 特別機動捜査隊（NET / 東映）
  - 第314話「アイデア夫人の場合」（1967年）
  - 第346話「若者の橋」（1968年）
  - 第691話「三船刑事死す」（1975年） - 権藤一平
- 東京バイパス指令 第18話「消えた女」（1969年、NTV / 東宝）
- 孤独のメス 第2話「兄弟仁義」（1969年、TBS / 国際放映） - 刑事
- 鬼平犯科帳 （1969年 - 1970年、NET / 東宝）
  - 第28話「縄張り」（1970年）- 向嶋の徳平
  - 第47話「運の矢」（1970年）- 高津の仙造
- アテンションプリーズ（1970年、TBS / 東宝）
- 男は度胸（1970年、NHK）
- 火曜日の女シリーズ / クラスメート -高校生ブルース-（1971年、NTV）
- プレイガールシリーズ（12ch / 東映）
  - プレイガール
    - 第102話「父は過去に何をしていた」（1971年）
    - 第150話「女のあらくれ」（1972年） - 東山
    - 第161話「真夜中の技くらべ」（1972年） - 大場信太郎
    - 第283話「謎の社長怪死事件」（1974年） -  尾形五郎

  - プレイガールQ
    - 第45話「風に逆らう牝狼」（1975年）-  信用金庫支店長・渋沢清雄
    - 第70話「裸の花嫁地獄行き」（1976年） - 板垣剛太郎
- 太陽にほえろ!（NTV / 東宝）
  - 第22話「刑事の娘」（1972年） - 大蔵署刑事
  - 第46話「黒幕は誰だ」（1973年）  - 七曲署部長
  - 第48話「影への挑戦」（1973年） - 七曲署部長
  - 第88話「息子よ、お前は…」（1974年） - 本庁人事部長[注釈 1]
  - 第135話「ある敗北」（1975年）  - 木浦正人
  - 第204話「厭な奴」（1976年） - 弁護士
  - 第221話「刑事失格!?」（1976年） - 本庁査問委員
  - 第270話「殿下とライオン」（1977年） - 大原建設社長
  - 第315話「ライバル」（1978年）
  - 第346話「華麗なる証人」（1979年） - 栗原検事
  - 第357話「犯罪スケジュール」（1979年）  - 平島昌造
  - 第387話「雨の中の女」（1979年） - 秋吉常務
  - 第418話「ルポライター」（1980年） - 土木省部長
  - 第443話「あなたは一億円欲しくありませんか」（1981年） - 市川吉蔵
  - 第474話「ロボは知っていた」（1981年） - 村上会長
  - 第531話「マグナム・44」（1982年） - 阿部専務
  - 第539話「襲撃」（1983年） - 草加剛三
- ワイルド7 第21話「誘拐の掟」（1973年、NTV / 国際放映） - 専務
- 婚期（1973年、TBS）
- 非情のライセンス（NET / 東映）
  - 第1シリーズ 第8話「兇悪の罠」（1973年） - 中丸
  - 第2シリーズ 第118話「生贄」（1977年） - 三枝幸之助
  - 第3シリーズ 第10話「兇悪の標的・ガラスの女」（1980年） - 今西（関東連合会）
- 雑居時代 第22話「興奮しちゃった!」（1974年、NTV / ユニオン映画） - 刑事
- 白い牙（1974年、NTV / 大映テレビ） - 唐橋主任
- 大都会 闘いの日々 第12話「女ごころ」（1976年、NTV / 石原プロ）
- 特捜最前線（ANB / 東映）
  - 第20話「刑事を愛した女」（1977年）
  - 第32話「殉職・涙と怒りの花一輪」（1977年）
  - 第50話「兇弾・神代夏子死す!」（1978年）
  - 第216話「レスポンスタイム3分58秒!」（1981年）
  - 第257話「母……」（1982年）
  - 第304話「炎の女 瓢湖からのたずね人!」（1983年）
  - 第336話「銀色の爪の娘たち!」（1983年）
  - 第405話「浅草の老警官・7分間の嘘!」（1985年）
- 華麗なる刑事 第2話「男のバラード」（1977年、CX / 東宝）
- 大空港 第12話「逃亡者」（1978年、CX / 松竹） - 東金
- Gメン'75 第190話「真犯人はこうして作られる」（1979年、TBS / 東映） - 宮ノ坂署捜査員
- 俺たちは天使だ! 第19話「運が悪けりゃターゲット」（1979年、NTV / 東宝） - 紅興業組長
- ザ・スーパーガール （東映 / 12ch）
  - 第28話「集団売春 地獄の密猟ルート」（1979年） - 三星物産・秋山常務
  - 第49話「入試地獄は詐欺の季節」（1980年） - 東都大学・清森教授
- 鉄道公安官 第36話「新幹線・消えた美人画を追え」（1980年、ANB / 東映） - 銭谷
- 特命刑事 第6話「黒い狼」（1980年、NTV / 東映） - 木島
- ザ・ハングマンシリーズ（ABC / 松竹芸能）
  - ザ・ハングマン 燃える事件簿 第3話「罠に落ちた逃亡者」（1980年） - 梅川（総会屋）
  - ザ・ハングマンII 第16話「ゴッドマザーの馬鹿ムスコを吊せ」（1982年） - 岩田雄作（代議士）
  - 新ハングマン 第3話「ホテル腹上死を演出する始末屋」（1983年） - 大須賀直治
  - ザ・ハングマン6 第4話「リモコンナイフで首筋を襲え!」（1987年） - 寺西健三（代議士）
- 警視庁殺人課 第5話「炎の女」（1981年、ANB / 東映）
- ふぞろいの林檎たち 第5話「親友は誰ですか」（1983年、TBS）
- 西部警察 PART-III 第32話「杜の都・激震!! -宮城・前編-」（1983年、ANB / 石原プロ） - 警視総監
- 木曜ゴールデンドラマ（YTV）
  - 悲恋（1983年、国際放映）
- 火曜サスペンス劇場（NTV）
  - 夕陽よ止まれ（1983年、東映） - 裁判長
  - ロープ殺人事件（1985年、映像プロデュース）
  - 浅見光彦ミステリー(6) 唐津佐用姫伝説殺人事件（1989年、近代映画協会）
  - 許せ妻よ子よ!（1984年、東映）
- 事件記者チャボ!（NTV / ユニオン映画）
  - 第11話「チャボ、危機一パツ!」（1984年） - 滝川
  - 第17話「チャボっと見ていた少年!!」（1984年） - 捜査一課長
  - 第21話「チャボもビックリ! ツッパリじいさん…?」（1984年） - 捜査一課長
- 私鉄沿線97分署（ANB / 国際放映）
  - 第5話「ご近所だからデスマッチ」（1984年） - 田代会長（町内会）
  - 第82話「アシタバ摘んで罪つんで…」（1986年） - 山上清兵衛
- スケバン刑事 第4話「白い炎に地獄を見た!」（1985年、CX / 東映） - 黒崎喜三郎
- 土曜ワイド劇場「整形花嫁の復讐」（1985年、ANB / 国際放映）
- 誇りの報酬 第30話「濡れた舗道に咲いたバラ」（1986年、NTV / 東宝） - 所轄署刑事
- 金曜女のドラマスペシャル「小野小町殺人事件」（1986年、CX / 国際放映） - 小川高光
- ゴリラ・警視庁捜査第8班（1989年 - 1990年、ANB / 石原プロ）  - 警視総監
- ヒロシマ 原爆投下までの4か月（1995年） - 梅津美治郎陸軍大将

#### 時代劇
- 鞍馬天狗（1956年、KR）
- 剣豪秘伝（1960年、NET）
  - 第11話、第12話「伊藤一刀斎」
  - 第24話「京流小太刀」
- 大河ドラマ（NHK）
  - 赤穂浪士（1964年） - 貝賀弥左衛門
  - 竜馬がゆく（1968年） - 土佐藩重役
  - 天と地と（1969年） - 鶴木陸奥守
  - 国盗り物語（1973年） - 林通勝
  - 元禄太平記（1975年） - 伊兵衛
  - 翔ぶが如く 第1部 第13話「正助の布石」（1990年） - 乗願
  - 太平記（1991年） - 聖尋
  - 琉球の風（1993年） - 典医
- 青年同心隊 第2話「同心隊とび出す」（1964年、TBS）- 枝川主膳
- 新隠密剣士（1965年、TBS）
- 三匹の侍（CX）
  - 第5シリーズ 第2話「痩せ犬」（1967年） - 佐伯大膳
  - 第6シリーズ 第19話「女が待っている」（1969年） - 目付
- 風 第29話「若き祈り」（1968年、TBS / 松竹）
- 用心棒シリーズ 俺は用心棒（1969年、NET / 東映）
  - 第14話「青葉の中の娘」 - 津田彦右衛門
  - 第24話「掟」 - 政五郎
- 右門捕物帖（1969年、NTV）
  - 第16話「松葉小僧」
  - 第21話「女殺し出世地獄」
- 銭形平次（CX / 東映）
  - 第184話「武家の世の中」（1969年） - 倉沢主計
  - 第192話「春の風来坊」（1970年） - 郷田敬之進
  - 第262話「黄金の罠」（1971年） - 大槻掃部
  - 第355話「地獄を告げる鐘」（1973年） - 石出帯刀
  - 第365話「星の降る夜に」（1973年） - 佐久間の久五郎
  - 第464話「熱血の十手」（1975年）
  - 第520話「天まであがれ鯉のぼり」（1976年）
  - 第547話「情の墓参り」（1976年）- 富造
  - 第619話「母子笛」（1978年）- 灘屋長五郎
  - 第668話「危機一髪! 辰の下刻」（1979年）- 高井総八郎
- 素浪人 花山大吉（NET / 東映）
  - 第49話「オケラが三匹揃っていた」（1969年） - 高嶋
  - 第103話「目をさましたら死んでいた」（1970年） - 嘉平
- 燃えよ剣 第8話「月明無名小路」（1970年、NET / 東映） - 桝屋喜右ヱ門（古高俊太郎）
- 鬼平犯科帳（NET / 東宝）
  - 第1シリーズ 第47話「運の矢」（1970年） - 高津の仙造
  - 第2シリーズ 第1話「剣客」（1971年） - 野見の勝平
- 遠山の金さん捕物帳（NET / 東映）
  - 第9話「役者がほれた女」（1970年） - 佐野屋
  - 第16話「それを知った女」（1970年） - 丹波屋宗右ヱ門
  - 第37話「虫を売る男」（1971年） - 足立帯刀
  - 第58話「牡丹燈籠の女」（1971年） - 鳥居貞之助
  - 第77話「人形にされた女」（1971年） - 泉屋源蔵
  - 第103話「噂を売る男」（1972年） - 水島屋卓兵衛
  - 第123話「大安吉日に裁かれた女」（1972年） - 丸屋徳兵衛
- 紅つばめお雪 第4話「ふたりがひとり」（1970年、NET）- 井垣主膳
- さむらい飛脚 第1話「鬼の走る道」（1971年、NET / 東映）
- 軍兵衛目安箱 第4話「春十年」（1971年、NET / 東映） - 巴屋清兵衛
- 人形佐七捕物帳 第13話「ほおづき大尽」（1971年、NET / 東宝） - 岩瀬式部
- 一心太助 第13話「一夜だけの花嫁さん」（1971年、CX / 国際放映） - 田宮甚十郎
- 荒野の素浪人（1972年、NET / 三船プロ）
  - 第11話「決闘 傷だらけの必殺剣」 - 墓場の久六
  - 第29話「潜入 反逆者の隠し砦」 - 本多豊前守
- お祭り銀次捕物帳 第3話「飛び込んだ殺人者」（1972年、CX / 東映） - 内藤織部正
- 水戸黄門（TBS / C.A.L）
  - 第3部 第14話「激流の死闘 -伊勢亀山-」（1972年2月28日） - 鳳来屋伝兵衛
  - 第4部 第35話「旅こそ人生 -水戸-」（1973年9月17日） - 坂田河内守
  - 第6部 第18話「紙を喰う虫 -高知-」（1975年7月28日）- 孕石兵庫
  - 第8部（1977年） 
    - 第12話「掏ってしまった仇討免状 -松坂-」 - 中山覚右衛門
    - 第23話「黄門さまは時の氏神 -大洲-」 - 池田屋三左衛門

  - 第9部 第8話「荒野の襲撃 -三戸-」（1978年9月25日） - 浄光寺修理
  - 第10部（1979年） 
    - 第4話「仇討ち箱根馬子唄 -箱根-」 - 大原平八郎
    - 第18話「八兵衛うっかり若旦那 -大垣-」 - 田代刑部

  - 第11部（1980年）
    - 第7話「うっかり八兵衛お殿様 -本荘-」 - 三村六左衛門
    - 第14話「河豚にあたった若旦那 -仙台-」 - 兵頭弥右衛門

  - 第12部（1981年）
    - 第1話「讃岐への旅立ち -水戸・江戸- 」 - 三宅弥右衛門
    - 第17話「備前緋襷兄弟茶碗 -岡山-」 - 石塚主膳

  - 第13部
    - 第7話「うなぎ屋義侠の恩返し -浜松-」（1982年11月29日） - 鷺山武太夫
    - 第21話「身替り八兵衛お殿様 -唐津-」（1983年3月7日） - 倉沢真勝

  - 第14部（1984年）
    - 第18話「人情紅花夫婦染 -米沢-」 - 黒坂兵部
    - 第31話「天下の怪盗葵の光右衛門 -大坂-」 - 九鬼弾正

  - 第15部（1985年）
    - 第16話「弥七に似ていた風来坊 -広島-」 - 黒瀬刑部
    - 第24話「女掏摸弁天お京 -宮津-」 - 土倉伊兵衛

  - 第16部（1986年）
    - 第15話「娘が消えた縮緬の里 -宮津-」 - 山元右太夫
    - 第34話「恐怖の隠密借り -二本松-」 - 日野尚茂

  - 第17部
    - 第6話「悲願仇討ち傘女房 -岐阜-」（1987年10月5日） - 戸沢玄蕃
    - 第24話「殿と呼ばれた格之進 -明石-」（1988年2月8日） - 平戸左近之丞

  - 第18部 第31話「邪剣砕いた献上刀 -鎌倉-」（1989年4月17日）- 浅井軍兵衛
  - 第20部（1991年）
    - 第14話「湯煙り義侠の助太刀 -松山-」 - 岩月大膳
    - 第22話「酔いどれ幸助涙の仇討ち -鹿児島-」 - 横堀剛右衛門

  - 第21部 第5話「恩讐越えた恋人形 -三次-」（1992年5月4日）- 浄雲
  - 第22部 第17話「正義で織った大島紬 -鹿児島-」（1993年9月6日）- 老僧
  - 第23部
    - 第7話「偽りの武士道 -上田-」（1994年9月12日） - 別所屋
    - 第30話「世直し剣が悪を斬る -今治-」（1995年3月6日） - 島屋三蔵

  - 第25部 第21話「かげろうお銀の涙 -鹿野-」（1997年5月19日）- 田沢良庵
- 大江戸捜査網（12ch / 三船プロ）
  - 第17話「斬り込み大作戦」（1971年） - 公儀の使者
  - 第64話「花火の夜に狂った女」（1972年） - 水垣源之助
  - 第71話「瞼の花嫁衣装」（1972年） - 大黒屋
  - 第86話「いのち捧げます」（1972年） - 久松伊勢守
  - 第153話「花嫁暗殺計画」（1974年） - 矢部大膳
  - 第175話「音次郎撃たれる」（1975年） - 松坂備中守重昭
  - 第183話「観音像を奪回せよ」（1975年） - 大黒屋仁助
  - 第201話「必死の逃亡者」（1975年） - 火付盗賊改方与力・河野
  - 第215話「呪いの美人画」（1975年） - 西国屋清左衛門
  - 第224話「殺しの夜明け」（1975年） - 原主水
  - 第341話「姿なき闇の仕掛人」（1978年） - 上戸監物
  - 第357話「危機一髪凶悪の罠」（1978年） - 道場主
  - 第373話「女掏摸 初春に翔ぶ」（1979年） - 吉兵衛
  - 第465話「翔べ・走れ隠密犬」（1980年） - 風魔三郎左
  - 第490話「涙の仇討赦免状」（1981年） - 森村主膳
  - 第525話「紅花は女の涙」（1981年） - 板倉将監
  - 第571話「牢破り 殺しの包囲網」（1982年） - 掛札刑部
  - 第583話「少女が襲う! 八歳の殺人者」（1983年） - 市兵衛
  - 第611話「美女必殺剣! 非情の果し状」（1983年） - 畑山蔵人
- 大岡越前（TBS / C.A.L）
  - 第3部 第27話「死の匂いのする花」（1972年12月18日） - 岡島靭負
  - 第4部 第16話「父と娘」（1975年1月20日） - 近江屋万七
  - 第5部（1978年） - 老中
  - 第6部 第27話「殺生禁断!鯉の罠」（1982年9月6日） - 安藤出雲守
  - 第7部（1983年）
    - 第9話「天下一品意地くらべ」 - 毛馬内六左衛門
    - 第18話「女が墜ちた焦熱地獄」 - 本田伯耆守

  - 第8部
    - 第1話「大岡越前」（1984年7月16日） - 老中
    - 第24話「雪絵を狙った夜の奉行」（1985年1月7日） - 土井

  - 第11部 - 第13部（1990年 - 93年） - 水野和泉守
- 江戸を斬る（TBS / C.A.L）
  - 梓右近隠密帳 第7話「二人葵小僧」（1973年11月5日） - 馬場和泉守
  - 江戸を斬るII 第14話「危うし紫頭巾」（1976年2月9日） - 上総屋喜八
  - 江戸を斬るIV 第24話「夫婦になった金公お京」（1979年7月23日） - 長尾検校
  - 江戸を斬るV 第8話「おゆきに似てた娘掏摸」（1980年4月7日） - 田村顕彰
  - 江戸を斬るVI 第28話「おゆき誘拐・危機一発」（1981年8月24日） - 堀江甲斐守
  - 江戸を斬るVIII 第22話「噂の名医は牢の中」（1994年） - 明石屋
- 伝七捕物帳 （NTV）
  - 第21話「あかずの錠に情をかけて」（1974年）
  - 第49話「人情母子唄」（1974年）- 立花屋
  - 第76話「涙の赤っ鼻  情けの十手」（1975年）- 大野与力
  - 第77話「むすめ捕物 恋ごころ」（1975年）- 榊原英之進
  - 第83話「母と名乗れぬ忍ぶ草」（1975年）- 筆頭与刀
  - 第122話「男一匹 かわら版」（1976年）- 紀州屋
- おんな浮世絵・紅之介参る!（1974年、NTV / ユニオン映画）
- 影同心II 第9話「山茶花一輪武士の首」（1975年、MBS / 東映） - 平本内記
- 十手無用 九丁堀事件帖 第22話「江戸の町から魚が消えた!」（1976年、NTV / 東映） - 豊田兵部
- 隠し目付参上 第16話「怪談 濡れた死美女はすすり泣いたか」（1976年、MBS / 三船プロ） - 鹿野重兵衛
- 破れ奉行 第28話「二十五年目の父子唄」（1977年、テレビ朝日 / 中村プロ） - 勘兵衛
- 桃太郎侍（NTV / 東映）
  - 第36話「海の男の燃える恋」（1977年） - 宗右ヱ門
  - 第63話「泣き笑い侍人生」（1977年） - 石川頼母
  - 第130話「花嫁修行は命がけ」（1979年） - 相良伊賀守
  - 第150話「オーイ! 出てこい三千両」（1979年） - 仁科軍太夫
  - 第166話「おしゃれ殿様」（1979年） - 南部河内守
  - 第183話「結びの神は桃太郎」（1980年） - 進藤十太夫
  - 第202話「大江戸翔んでる女たち」（1980年） - 岡崎但馬
  - 第238話「夢の中にあなたがいた!」（1981年） - 大倉屋徳兵衛
- 若さま侍捕物帳 第1話「命ごま参上!!」（1978年、ANB / 国際放映 / 前進座）
- 疾風同心 第1話「謎を呼ぶ唐人剣」（1978年、12ch / C.A.L） - 脇坂甲斐守
- 江戸の旋風シリーズ（CX / 東宝）
  - 同心部屋御用帳 江戸の旋風IV 第7話「剣と千羽鶴」（1978年）
  - 新・江戸の旋風 第2話「山吹色は悪の色」（1980年） - 堀川
- 八丁堀暴れ軍団（1979年、12ch / C.A.L） - 朝倉重蔵
- 江戸の激斗 第9話「非情の罠・群狼を斬れ!」（1979年、CX / 東宝）
- 江戸の牙 第2話「戦慄! 蛇目傘の女」（1979年、ANB / 三船プロ）
- そば屋梅吉捕物帳 第20話「闇に笑うけしの花」（1980年、12ch / 国際放映） - 越前屋庄左衛門
- 長七郎天下ご免! （テレビ朝日）
  - 第16話「風が運んだお姫さま」（1980年） - 木曽屋儀右衛門
  - 第58話「晴れ舞台 姉弟しぐれ」（1981年） - 本間佐渡守
  - 第82話「賭けた二の腕風鈴ながし」（1981年） - 生沼直胤
  - 第108話「見ざる言わざる父娘（おやこ）ざる」（1982年） - 吉岡刑部
- 斬り捨て御免!（TX）
  - 第2シリーズ 第25話「鬼番所皆殺しの罠」（1981年） - 中山石洲
  - 第3シリーズ 第1話「熱き口づけは死を誘う」（1982年） - 世阿弥宗因
- 闇を斬れ 第25話「暗殺・血染めの死闘」（1981年、KTV / 松竹） - 前田頼母
- 源九郎旅日記 葵の暴れん坊（1982年、ANB / 東映）
  - 第18話「望郷 三田尻 はぐれ鳥」 - 木暮源太夫
  - 第30話「命を捨てに来た男」 - 河合将監
- 松平右近事件帳 第27話「はぐれ鳥の唄」（1982年、NTV / ユニオン映画） - 脇坂刑部
- 右門捕物帖 第2話「同心は悲しみを越えて」（1982年、NTV / ユニオン映画）
- 柳生十兵衛あばれ旅 第5話「八百万石を狙う男」（1982年、ANB / 東映） - 早坂外記
- 地獄の左門十手無頼帖 「将軍暗殺!」（1983年、CX / 東映） - 河内屋仙右衛門
- 暴れん坊将軍（ANB / 東映）
  - 暴れん坊将軍II
    - 第11話「花散る里の夢見鳥」（1983年） - 柳田外記
    - 第84話「命みじかく 燃やせ初恋!」（1984年） - 佐々木刑部
    - 第109話「涙が仇のあで化粧!」（1985年） - 北海屋宗十郎
    - 第144話「吉宗が愛した悪女」（1986年） - 成瀬兵庫

  - 暴れん坊将軍III
    - 第15話「妻を斬った男」（1988年） - 岩渕甚太夫
    - 第70話「め組の結婚騒動!」（1989年） - 近江屋
    - SP「危うし将軍の座! 吉宗、試練の目安箱」 - 日源和尚
    - 第104話「花咲ける忠臣一代!」（1990年） - 梁川和尚

  - 暴れん坊将軍IV
    - 第16話「女賞金稼ぎ、江戸を斬る!」（1991年） - 真海
    - SP「江戸城反乱! 連判状に仕掛けられた罠!!」(1991年） - 義円/門田
    - 第33話「頑張れ! 登城拒否侍」（1991年） - 尚古堂宗兵衛
    - 第44話「天下一の夢を売る男」（1992年） - 明王院竜全
    - 第58話「吉宗変化! お狩場の鬼退治」（1992年） - 武蔵屋儀左衛門

  - 暴れん坊将軍V
    - 第17話「剣も躍る! 阿波おどり」（1993年） - 叶屋加助
    - 第35話「廓祝言、一夜の花嫁」（1994年） - 檜屋政右衛門

  - 暴れん坊将軍VI（1995年）
    - 第21話「愛と憎しみの孤剣」 - 千阿弥
    - 第37話「冷や飯剣法恋囃子」 - 宝来屋黒兵衛
- 長七郎江戸日記 （NTV / ユニオン映画）
  - 第1シリーズ
    - 第44話「くの一有情」（1984年12月18日） - 頭巾の侍
    - SP4「怨霊見参!長七郎、弟と対決」（1985年4月2日） - 阿部対馬守
    - SP6「風雲!旗本奴と町奴」（1986年4月1日） - 大原内膳
    - SP7「血闘・荒木又右衛門」（1986年10月7日） - 老臣

  - 第2シリーズ 第62話「十年目の危機」（1989年9月19日） - 稲毛屋伍平
  - 第3シリーズ 
    - 第9話「赤猫が踊った日」（1990年12月11日） - 笹岡主膳
    - 第22話「野菊と芋侍」（1991年4月23日） - 美濃屋宗兵衛
    - 第31話「肩よせ合って」（1991年7月2日） - 愚念
    - SP2「虫ケラ一匹なればこそ、最後の剣舞い」（1991年9月24日） - 法悦
- 新春仕事人スペシャル 必殺忠臣蔵 （1987年、ABC / 松竹） - 堀部弥兵衛
- 若大将天下ご免! 第23話「おもいで酒を抱く女!」（1987年、ANB / 東映） 浅野玄蕃
- 三匹が斬る! シリーズ（ANB / 東映）
  - 三匹が斬る! 第19話「春一番! 旗本三悪人ころし節」（1988年） - 家老・山根大膳
  - 続・三匹が斬る! 第18話「さらば三匹、今宵大江戸の露と消ゆ!?」（1989年） - 大貫勘解由
  - 続続・三匹が斬る 第1話(SP)「帰ってきた三匹! 九州路 取るは天下か はたまた夢か」（1990年） - 鳴門備前守
  - 痛快・三匹が斬る! 第1話「帰ってきた千石、刃傷松の廊下に踊る悪霊たち!?」（1995年）
- 風雲!真田幸村 第6話「激闘! 薩摩藩京屋敷」（1989年、TX / 東映） - 市村備前守
- 里見浩太朗 時代劇スペシャル / 樅ノ木は残った（1990年、NTV）
- 八百八町夢日記（NTV / ユニオン映画）
  - 第1シリーズ 第18話「最後の涙」（1990年） - 土屋大炊頭
  - 第2シリーズ
    - 第3話「情け深川えんま橋」（1991年） - 飯田屋庄兵衛
    - 第23話「命かけての恋で候」（1992年） - 因州屋庄兵衛
    - 第29話「見えぬ疫病神」（1992年） - 室井玄斎
- 参上! 天空剣士（1990年、TX）
- 名奉行 遠山の金さん（ANB / 東映）
  - 第3シリーズ 第22話「お婆ちゃんの復讐」（1991年2月21日） - 遠州屋
  - 第4シリーズ
    - 第6話「大奥騒乱!千両箱の罠」（1991年） - 政吉
    - 第18話「奉行暗殺!長崎の女」（1992年） - 善助

  - 第6シリーズ 第3話「遠山桜と御落胤」（1994年6月30日） - 信濃屋
- 幕府お耳役檜十三郎 第5話「五万石争奪!踊る密書」（1991年、TX / 松竹）
- 天下の副将軍水戸光圀 徳川御三家の激闘（1992年、TX） - 稲葉正利
- お助け同心が行く! 第9話「幼なじみ」（1993年、TX） - 端光寺住職
- 闇を斬る!大江戸犯科帳 第4話「風花に泣く女」（1993年、NTV / ユニオン映画） - 室町屋嘉兵衛
- 江戸の用心棒 第1シリーズ 第7話「哀れ!結び文の謎」（1994年、NTV / ユニオン映画） - 但馬屋
- 鬼平犯科帳 第5シリーズ 第9話「盗賊人相書」（1994年、CX / 松竹） - 良碩
- 付き馬屋おえん事件帳 第3シリーズ 第12話「悪女おえんが取り立てます」（1995年、TX / 松竹） - 和尚

#### 特撮
- 忍者部隊月光 第52話、第53話「Mショット作戦 - 前篇、後篇 -」（1965年、CX / 国際放映） - 刑務所長
- アタック拳（1966年 - 1967年、NET / 東映） - ワールドパワー首魁の声
- ウルトラシリーズ（TBS / 円谷プロ）
  - ウルトラマン 第2話「侵略者を撃て」（1966年） - 防衛隊参謀
  - ウルトラセブン
    - 第4話「マックス号応答せよ」（1967年） - TDFマックス号艦長
    - 第25話「零下140度の対決」（1968年） - アラキ隊員

  - 帰ってきたウルトラマン（1971年）
    - 第13話「津波怪獣の恐怖 東京大ピンチ!」 - 海神丸船員の遺族[注釈 2]
    - 第25話「ふるさと地球を去る」 - MAT地質調査班班長

  - ウルトラマンA 第1話「輝け! ウルトラ五兄弟」（1972年） - 防衛軍戦闘機隊隊長
  - ウルトラマンレオ 第41話「恐怖の円盤生物シリーズ! 悪魔の惑星から円盤生物が来た!」（1975年） - 城南大学生物研究室教授
  - ウルトラマン80 第26話「タイムトンネルの影武者たち」（1980年） - ゴイケ博士
- 光速エスパー 第14話「宇宙から来た幽霊船」（1967年、NTV / 宣弘社） - 防衛隊幕僚
- マイティジャック 第9話「地獄への案内者（ガイド）」（1968年、CX / 円谷プロ） - 第五福洋丸船長
- 戦え! マイティジャック 第5話「マリアの像を追いかけろ!!」（1968年、CX / 円谷プロ） - 国際慈善教会理事
- ミラーマン 第11話「火焔怪人 ザイラスを撃て!」（1972年、CX / 円谷プロ） - 佐川刑事
- 流星人間ゾーン（1973年、NTV / 東宝） - ゴールドガロガの声
- ロボット刑事 第14話「光る眼の恐怖!!」（1973年、CX / 東映） - 谷村耕造（PK新報）
- ファイヤーマン 第27話「死人をあやつる宇宙の支配者」（1973年、CX / 円谷プロ） - 野川博士
- ぐるぐるメダマン 第28話「地獄の鬼が迎えに来るゾー」（1977年、TX / 東映） - 閻魔大王
- 仮面ライダースーパー1（1980 - 1981年、MBS / 東映） - 玄海老師
- スーパー戦隊シリーズ（ANB / 東映）
  - 超電子バイオマン（1984年 - 1985年） - ドクターマン
  - 五星戦隊ダイレンジャー（1993年 - 1994年） - ゴーマ十五世
- 超人機メタルダー 第32話「百年美人伝説」（1987年、ANB / 東映） - おじいちゃん
- 超光戦士シャンゼリオン 第19話「ご令嬢、これ異常」（1996年、TX / 東映） - 坊主/闇生物イレズマ

### 映画
- 虹の谷（1955年、新理研/ 第一協団） - 弥蔵
- 激怒する牡牛（1957年、新東宝） - 弥蔵
- 暁の地平線（1959年、松竹） - 密輸船船長・陳正林
- 戒厳令の夜（1980年、東宝） - 幹事長
- 仮面ライダースーパー1（1981年、東映） - 玄海老師
- 悪女かまきり（1983年、東映） - 立花
- 超電子バイオマン（1984年、東映） - ドクターマン
- 風の子どものように（1992年、グループ風土舎） - 佐々木勝良

### オリジナルビデオ
- 大川慶次郎の競馬鹿人生（1995年、大貫プロ）

### 人形劇
- とんちとん九郎（1960年、NHK） - 声の出演

### 吹き替え
- タイムトンネル #15（ホフマン大佐〈ライル・ベトガー〉）

### 舞台
- 藤十郎とお梶
- ヴェニスの商人